# Longicella decipiens
Longicella decipiens är en fjärilsart som beskrevs av Butler 1884. Longicella decipiens ingår i släktet Longicella och familjen nattflyn. Inga underarter finns listade i Catalogue of Life.